# Mall Puerta del Mar
Mall Puerta del Mar es un centro comercial ubicado en La Serena, capital de la Región de Coquimbo, en Chile. El centro comercial pertenece a la empresa Dersa (Del Río S.A.), y colinda con la Avenida Francisco de Aguirre (por el sur), Libertad (por el oeste), Costanera del Río (por el norte), y la línea ferroviaria y la exestación de ferrocarriles por el este, que corre paralela a la Carretera Panamericana. El centro comercial se ubica en la Avenida Francisco de Aguirre # 02.

## Historia
El centro comercial se inauguró el 20 de septiembre de 1999, cuando inicialmente era sólo el supermercado Líder y Homecenter Sodimac, existiendo entre ellas un espacio urbanizado en el que había juegos infantiles y la salida oeste de la pasarela peatonal que cruza allí la Ruta 5 Panamericana. En 2004 se construyó Johnson en el espacio que quedaba entre las megatiendas ya citadas, y en 2006 se sumó Casa & Ideas, que se ubica entre Homecenter Sodimac y la Avenida Francisco de Aguirre. El sector restante, ubicado entre las entradas a las tiendas y la Avenida Libertad, está destinado a estacionamientos.
El Mall Puerta del Mar está constituido por 4 "tiendas ancla", que ocupan gran parte de la superficie destinada a uso comercial. Estas son el supermercado Líder, la tienda de construcción Homecenter Sodimac, la tienda de retail Johnson, la tienda de artículos para el hogar Casa & Ideas, la liquidadora de vestuario DHouse (inaugurada en 2009) y el restaurante Chuck E. Cheese's (inaugurado en febrero de 2015).
El resto del centro comercial está constituido por tiendas menores, las cuales se ubican en el interior del supermercado Líder y de Homecenter Sodimac. La mayoría de ellas se ubica en el supermercado, dado la gran afluencia de público que recibe, sobre todo en los fines de semana y los últimos días de cada mes. Entre las tiendas menores se pueden encontrar lavanderías, librerías, tiendas de mascotas, farmacias, locales de comida rápida, entre otros.
En 2010 se inició la construcción de un "strip center" y un patio de comidas, ubicados entre Homecenter Sodimac y DHouse, y en el segundo piso de Johnson, respectivamente.